# 7 Skrzydło Bombowe
7 Skrzydło Bombowe (ang. 7th Bomb Wing – związek taktyczny Sił Powietrznych Stanów Zjednoczonych.
W 2015 wchodzące w skład  12 Armii Lotniczej 7 Skrzydło Bombowe posiadało 14 samolotów B-1B w 9 dywizjonie bombowym, 14 samolotów w 28 dywizjonie bombowym, i 8 w  436 dywizjonie szkolno-bombowego.

## Struktura organizacyjna
W roku 2015:
- dowództwo skrzydła w bazie Dyess Air Force Base w stanie Texas
- 9 dywizjon bombowy
- 28 dywizjon bombowy
- dywizjon szkolno-bombowy